# 哈姆拉库尔·图尔松库洛夫
哈姆拉库尔·图尔松库洛维奇·图尔松库洛夫（羅馬化：Khamrakul Tursunkulovich Tursunkulov；1892年2月29日（3月12日）—1965年8月9日），乌兹别克人，他是集体农庄的突出组织者之一，乌兹别克斯坦农业科学院名誉成员。